# ドクターフィッシュ
ドクターフィッシュ（英語: doctor fish）とは、コイ亜科の魚のガラ・ルファ（学名:Garra rufa）を指す。淡水魚である。

## 呼称について

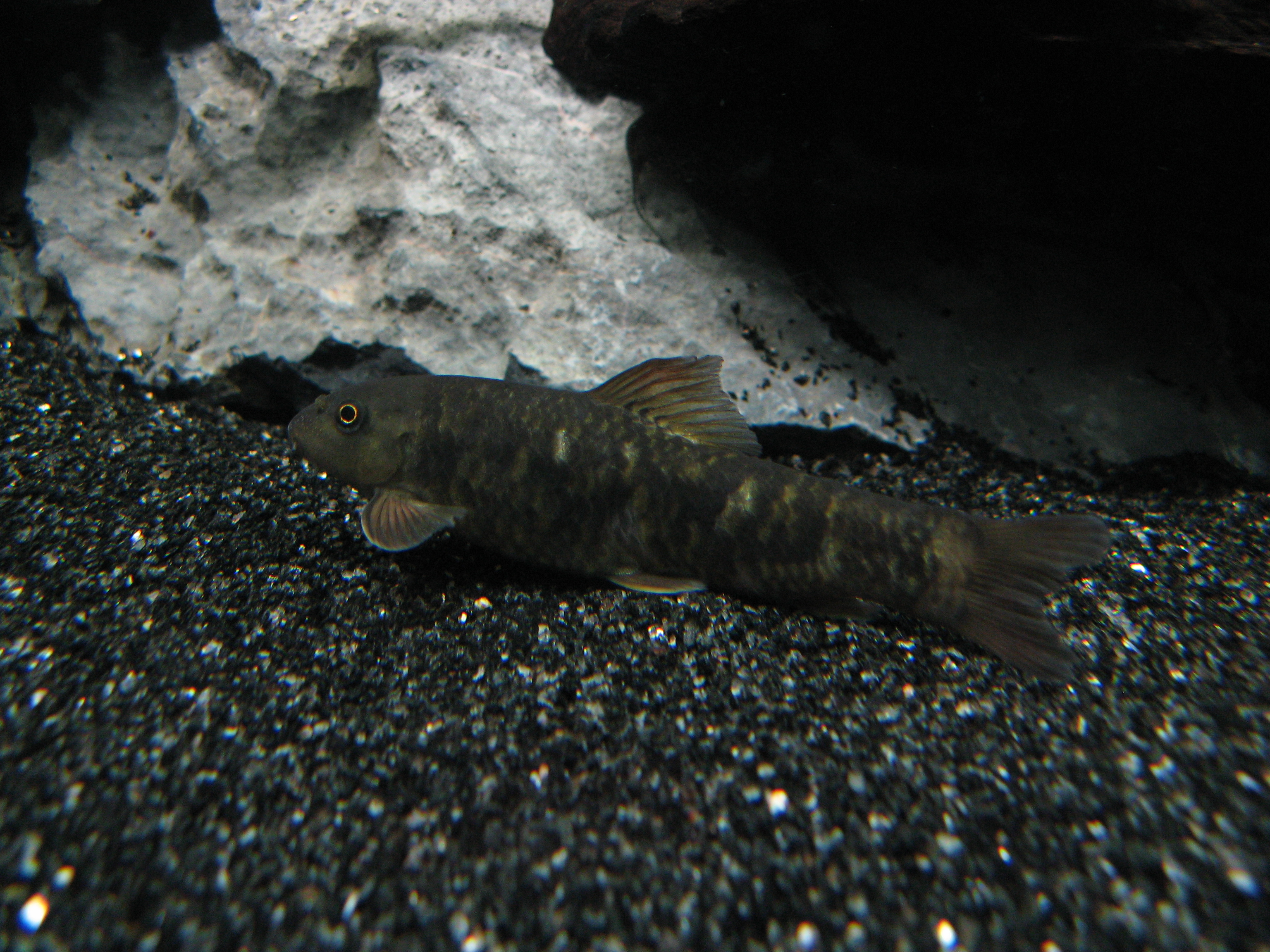
Garra rufa

ドクターフィッシュという呼称は、あくまでも通称である。この魚が食べ物の少ない環境で棲息している水中に、ヒトが手足などを入れると、その表面の古い角質層を食べるために集まって来る。古い角質を安全に除去できるため美容や治療に役立つとされ、角質を食べる刺激が神経を活性化すると言われており、この辺りの性質を医者になぞらえて、ドクターフィッシュとも呼ばれる。なお、皮膚病などにより、大量の角質層、特に鱗屑が生成される箇所を、特に好んで寄って行く。ただし、傷口を水中に漬けた場合には、かさぶたを剥がされたり感染症にかかる危険が有るため、傷口付近は避けるべきである。

## 分布
トルコ、イラン、イラク、シリア、レバノン周辺の西アジア地域の淡水域に棲息する。

## 生態
西アジアの河川域に生息する淡水魚で、成体の全長は約10 cm程度である。水温・水質のいずれにも適応の幅が非常に広い丈夫な魚である。37 ℃程度の高い水温でも生存できるため、トルコなどの温泉にも棲息可能だが、通常は淡水の河川や池沼に棲息する。
餌を求める時は活発に動き回るのに対して、普段は石などの上や陰でじっとしている事が多い。食性は雑食性である。口が吸盤のようになっており、水中の石や岩などに付着した藻類を舐めるようにして食べる。さらに、水底にいる微生物や昆虫の幼虫なども食べる。
繁殖は卵生であり、水草やコケを産卵床として利用し、直径2 mmから3 mmの卵を産む。孵化までの期間は、水温により異なるものの、25 ℃前後の水温であれば、おおむね3日から5日程度で、体長5 mm前後の稚魚が孵化する。未成魚の頃は群れで生活する。ヒトの角質層を食べる時期は、生後2ヶ月から2年半頃までである。成長したオスは縄張りを持つようになり多少攻撃的な性格に変化する。なお、寿命はだいたい7年である。

## ヒトとの関係

### ヒトの角質を食べる理由
温泉に棲むガラ・ルファがヒトの角質を食べる習性を有する理由は、温泉では他の生物があまり棲息せず、他に良い食べ物が無いためと考えられる。食べ物が豊富に有る河川などの環境下であれば、ヒトの角質を食べる事はあまりなく、非常に珍しい生態学的適応の例である。食べ物のプランクトンや藻が充分に育たない温泉内に、物理的に隔離されたガラ・ルファは、河川よりも餌不足であるため生育が悪くなる。しかし、トルコでは夏場に観光客が来て温泉に足を漬けるため、足の表面の角質を栄養源として利用できる。トルコの生物学者は「ヒトの皮膚はドクターフィッシュにとって、肉のようなごちそう」だと喩えた。
トルコではガラ・ルファが自然に湧出している水温34 ℃の温泉と河川とを行き来していたが、1950年代に実施された開発により、河川から温泉が魚群ごと隔離され、ヒトの角質を食糧とする非常に珍しい生態学的適応が始まった。トルコの生物学者は、隔離された魚群は数千年後には、別な種に分化する可能性も有ると指摘している。

### ヒトによる利用
真偽は不明だが、ガラ・ルファを「世界の三大美女の1人に数えられるクレオパトラが愛用していた」と信じている者がいる。ただ、ガラ・ルファには歯が無く、皮膚を吸い取るようについばむ習性を有するため、充分に健康な肌であれば傷付ける事もない。
ガラ・ルファに皮膚の表面の角質層を食べられるヒトにとっては、皮膚表面をついばまれる際の小刻みな刺激や振動が、皮膚の代謝を促進させる「マッサージ効果」及び「リラクゼーション効果」が期待できる。これ以外に乾癬など皮膚病の一部に治療効果が有るともされ、このため「ドクターフィッシュ」の通称で知られる。また、野生の魚に触れる体験という意味において「自然のピーリング効果」が期待される。臆病なはずの小魚がヒトに寄って来るため、心の弱ったヒトにも効果が有るのではないかと言われる。ただし、皮膚病の場合は、角質を取り去るだけでは治癒しないため、皮膚病のメカニズムに働きかける通常の医療は継続して行う必要が有る。さらに、アトピー性皮膚炎に至っては、皮膚表面の角質層などの破損によるバリアとしての機能低下が問題であるため、皮膚病の種類によっては向かない可能性が有る。
なお、皮膚病の病態にもよるものの、ドイツやトルコではドクターフィッシュによる治療が、保険適用の医療行為として認められている。なお、ドクターフィッシュによる治療はトルコで古くから行われてきたものの、中華人民共和国の業者は、この手の治療法のアイディアは中国起源だと主張している。
ドクターフィッシュは多数の地域で利用されている。しかし、一部の地域では異なった対応が見られる。アメリカ合衆国では、14の州でエステティックサロンによるフィッシュセラピーが、エステティック組合により禁止された。さらに、アブダビ首長国では全面禁止された。イギリスでは、不特定多数の者が水槽を利用するため、イギリス健康保護局により、HIVやHCVなどの感染症の感染率は非常に低いがゼロではないとして、各施療所に水を取り換えるなどの衛生に関する指導が実施されている。

### 日本での取り扱い
日本列島にガラ・ルファは、自然の状態では分布していない。しかし、日本では水族館・動物園のような博物館で、ドクターフィッシュを展示した施設が見られる。
なお、日本列島に本来はいない魚ながら、日本では水族館などが、ガラ・ルファの繁殖に成功した。そんな中で、日本ではドクターフィッシュのレンタル業者も現れた。そこで博物館以外にも、ガラ・ルファは37 ℃もの高い水温に耐えられるため、日帰り入浴施設で「フィッシュセラピー」などと銘打って、ドクターフィッシュに触れられるサービスが提供された事例も有る。そもそもガラ・ルファは適応力の高い比較的丈夫な魚で、比較的取り扱いも簡単なので、日本では児童施設で取り扱われたケースまで有る。その一方で、ガラ・ルファは、水の汚れには弱い魚であり、水の汚れが原因で死ぬ場合も有るとして、飼育する場合には、水の取り換えを充分に実施するように推奨する指摘も為される。

## 画像
- ドクターフィッシュの足湯。
- ドクターフィッシュの群れ。
- 縄張りを見張るオスの成魚。

## 他種の魚が「ドクターフィッシュ」と呼ばれる事例
日本近海にも棲息するホンソメワケベラは、そもそも淡水魚ではなく、全く異なる系統であるベラ科に属する。しかし、ホンソメワケベラは、英語での俗称で「ドクターフィッシュ」とも呼ばれる。ホンソメワケベラは掃除魚に分類される魚である。掃除魚とは、他の大きな魚の身体に寄生する寄生虫などを食糧とする魚類の総称であり、要するに「魚のための医者」というわけである。

## 他種の魚を「ドクターフィッシュ」と詐称した事例
ガラ・ルファと同様に古くなった角質を食べるというナイルティラピアなどのカワスズメ科の魚を、その価格の安さから「ドクターフィッシュ」と称し、サービスに使用する業者が見られる。ガラ・ルファと違い、この魚には微小な歯が有るため、肌が傷付くというトラブルが報告されている。この魚はガラ・ルファと異なる習性を有しており、大きくなると魚同士で戦う。
参考までに、こちらは詐称されたわけではないものの、日本の近海にも棲息するゴンズイにも、ヒトの角質をついばむ習性が存在する。しかし、ゴンズイは毒刺を持つため、セラピーには向かない。